# Cua de ventall gris
El cua de ventall gris (Rhipidura albiscapa) és un ocell de la família dels ripidúrids (Rhipiduridae).

## Hàbitat i distribució
Habita zones boscoses d'Austràlia (excepte les zones desèrtiques occidentals), illes Salomó, Vanuatu, les Illes de la Lleialtat i Nova Caledònia.